# Move closer
Move closer is een lied geschreven door Phyllis Nelson. Het zou een nummer 1-positie halen in de Britse single Top 50. Het nummer is gecoverd door Marilyn Martin (zie verder) en Tom Jones (3 weken Britse hitparade; hoogste positie 49). Ook Wendy van Wanten (nr. 1 in de Belgische tipparade met Kom dichter) en Günther Neefs namen het op.

## Phyllis Nelson
Ze bracht het zelf als single uit. Het is afkomstig van haar album Move closer, maar dan wel in een remix-vorm. Het nummer week qua muziekstijl af van wat ze tot dan toe had opgenomen. Het lied gaat over haar relatie met een jongere man uit Philadelphia die een computerbedrijfje wilde opstarten. Het lied werd in april 1984 uitgebracht, maar haalde toen de hitparades niet. Dat verzuim werd ingehaald toen het plaatje opnieuw verscheen in februari 1985. Het zou de eerste plaats halen in de Britse Single Top 50 en was daarmee de eerste nummer 1-hit van een zwarte artieste met een door haarzelf geschreven nummer.

## Hitnotering
Move closer haalde dan wel de eerste plaats in 21 weken notering in het Verenigd Koninkrijk, de rest van de wereld reageerde lauw. In 1994 kwam de single nog even terug in de Britse hitlijsten.

### Nederlandse Top 40
Geen hitnotering

### NederlandseMega Top 50
| Positie: | 47 | 49 | 50 | uit |

### BelgischeBRT Top 30
| Positie: | 25 | - | - | 28 | uit |

### VlaamseUltratop 50
| Positie: | 34 | uit |

## Marilyn Martin
Move closer werd de derde single van Marilyn Martin. Het is afkomstig van haar album Marilyn Martin. De single verscheen in de nasleep van haar succesvolle plaatje Separate lives met Phil Collins.

## Hitnotering

### Nederlandse Top 40
| Positie: | 31 | 19 | 12 | 8 | 8 | 12 | 17 | 21 | 36 | uit |

### NederlandseMega Top 50
| Positie: | 20 | 13 | 14 | 13 | 25 | 32 | 34 | uit |

### BelgischeBRT Top 30
| Positie: | 23 | 15 | 12 | - | 30 | uit |

### VlaamseUltratop 30
| Positie: | 21 | 14 | 11 | 16 | 20 | 38 | uit |

### NPO Radio 2 Top 2000
Move closer stond alleen in 1999 in de NPO Radio 2 Top 2000, op plek 1842.